# NRL 2008
Die NRL 2008 war die elfte Saison der National Rugby League, der australisch-neuseeländischen Rugby-League-Meisterschaft. Den ersten Tabellenplatz nach Ende der regulären Saison belegten die Melbourne Storm, die im Finale 0:40 gegen die Manly-Warringah Sea Eagles verloren. Diese gewannen damit zum ersten Mal die NRL.

## Tabelle
|      | Team                          | Spiele | Siege | Unent. | Ndlg. | Spiel- punkte | Diff. | Tabellen- punkte |
| ---- | ----------------------------- | ------ | ----- | ------ | ----- | ------------- | ----- | ---------------- |
| 01.  | Melbourne Storm               | 24     | 17    | 0      | 7     | 584:282       | + 302 | 38               |
| 02.  | Manly-Warringah Sea Eagles    | 24     | 17    | 0      | 7     | 645:355       | + 290 | 38               |
| 03.  | Cronulla-Sutherland Sharks    | 24     | 17    | 0      | 7     | 451:384       | + 67  | 38               |
| 04.  | Sydney Roosters               | 24     | 15    | 0      | 9     | 511:446       | + 65  | 34               |
| 05.  | Brisbane Broncos              | 24     | 14    | 1      | 9     | 560:452       | + 108 | 33               |
| 06.  | Canberra Raiders              | 24     | 13    | 0      | 11    | 640:527       | + 113 | 30               |
| 07.  | St. George Illawarra Dragons  | 24     | 13    | 0      | 11    | 489:378       | + 111 | 30               |
| 08.  | New Zealand Warriors          | 24     | 13    | 0      | 11    | 502:567       | - 65  | 30               |
| 09.  | Newcastle Knights             | 24     | 12    | 0      | 12    | 516:486       | + 30  | 28               |
| 010. | Wests Tigers                  | 24     | 11    | 0      | 13    | 528:560       | - 32  | 26               |
| 011. | Parramatta Eels               | 24     | 11    | 0      | 13    | 501:547       | - 46  | 26               |
| 012. | Penrith Panthers              | 24     | 10    | 1      | 13    | 504:611       | - 107 | 25               |
| 013. | Gold Coast Titans             | 24     | 10    | 0      | 14    | 476:586       | - 110 | 24               |
| 014. | South Sydney Rabbitohs        | 24     | 8     | 0      | 16    | 453:666       | - 213 | 20               |
| 015. | North Queensland Cowboys      | 24     | 5     | 0      | 19    | 474:638       | - 164 | 14               |
| 016. | Canterbury-Bankstown Bulldogs | 24     | 5     | 0      | 19    | 433:782       | - 349 | 14               |

- Da in dieser Saison jedes Team zwei Freilose hatte, wurden nach der Saison zur normalen Punktezahl noch 4 Punkte dazugezählt.

## Playoffs

### Ausscheidungs/Qualifikationsplayoffs
| 12. September 20:00 | Sydney Roosters | 16 : 24 | Brisbane Broncos | Sydney Football Stadium, Sydney Zuschauer: 18.343 Schiedsrichter: Tony Archer |
| 12. September 20:00 | (16:8) Bericht  |         |                  | Sydney Football Stadium, Sydney Zuschauer: 18.343 Schiedsrichter: Tony Archer |

| 13. September 18:30 | Cronulla-Sutherland Sharks | 36 : 10 | Canberra Raiders | Remondis Stadium, Sydney Zuschauer: 18.252 Schiedsrichter: Jared Maxwell |
| 13. September 18:30 | (14:0) Bericht             |         |                  | Remondis Stadium, Sydney Zuschauer: 18.252 Schiedsrichter: Jared Maxwell |

| 13. September 20:30 | Manly-Warringah Sea Eagles | 38 : 6 | St. George Illawarra Dragons | Brookvale Oval, Sydney Zuschauer: 19.227 Schiedsrichter: Shayne Hayne |
| 13. September 20:30 | (20:6) Bericht             |        |                              | Brookvale Oval, Sydney Zuschauer: 19.227 Schiedsrichter: Shayne Hayne |

| 14. September 16:00 | Melbourne Storm | 15 : 18 | New Zealand Warriors | Olympic Park Stadium, Melbourne Zuschauer: 15.193 Schiedsrichter: Jason Robinson |
| 14. September 16:00 | (8:8) Bericht   |         |                      | Olympic Park Stadium, Melbourne Zuschauer: 15.193 Schiedsrichter: Jason Robinson |

### Viertelfinale
| 19. September 20:30 | New Zealand Warriors | 30 : 13 | Sydney Roosters | Mount Smart Stadium, Auckland Zuschauer: 25.595 Schiedsrichter: Tony Archer |
| 19. September 20:30 | (6:13) Bericht       |         |                 | Mount Smart Stadium, Auckland Zuschauer: 25.595 Schiedsrichter: Tony Archer |

| 20. September 19:45 | Brisbane Broncos | 14 : 16 | Melbourne Storm | Suncorp Stadium, Brisbane Zuschauer: 50.466 Schiedsrichter: Shayne Hayne |
| 20. September 19:45 | (12:0) Bericht   |         |                 | Suncorp Stadium, Brisbane Zuschauer: 50.466 Schiedsrichter: Shayne Hayne |

### Halbfinale
| 26. September 19:45 | Cronulla-Sutherland Sharks | 0 : 28 | Melbourne Storm | Sydney Football Stadium, Sydney Zuschauer: 27.570 Schiedsrichter: Tony Archer |
| 26. September 19:45 | (0:16) Bericht             |        |                 | Sydney Football Stadium, Sydney Zuschauer: 27.570 Schiedsrichter: Tony Archer |

| 27. September 19:45 | Manly-Warringah Sea Eagles | 32 : 6 | New Zealand Warriors | Sydney Football Stadium, Sydney Zuschauer: 32.095 Schiedsrichter: Shayne Hayne |
| 27. September 19:45 | (12:0) Bericht             |        |                      | Sydney Football Stadium, Sydney Zuschauer: 32.095 Schiedsrichter: Shayne Hayne |

### Grand Final
| 5. Oktober 2008 17:00 | Manly-Warringah Sea Eagles | 40 : 0        | Melbourne Storm | ANZ Stadium, Sydney Zuschauer: 80.388 Schiedsrichter: Tony Archer |
| 5. Oktober 2008 17:00 | Versuche: Ballin 24. Robertson 34., 47., 52. Kite 58. Williams 68. Menzies 73. Bell 76. Erhöhungen: Steve Matai (2/4) Lyon (2/2) | (8:0) Bericht |                 | ANZ Stadium, Sydney Zuschauer: 80.388 Schiedsrichter: Tony Archer |

| 1                  | Brett Stewart     |
| 2                  | Michael Robertson |
| 3                  | Steven Bell       |
| 4                  | Steve Matai       |
| 5                  | David Williams    |
| 6                  | Jamie Lyon        |
| 7                  | Matt Orford       |
| 8                  | Brent Kite        |
| 9                  | Matt Ballin       |
| 10                 | Josh Perry        |
| 11                 | Anthony Watmough  |
| 12                 | Glen Hall         |
| 13                 | Glenn Stewart     |
| Auswechselspieler: |                   |
| 14                 | Heath L’Estrange  |
| 15                 | Mark Bryant       |
| 16                 | Jason King        |
| 17                 | Des Hasler        |

| 1                  | Billy Slater    |
| 2                  | Steve Turner    |
| 3                  | Matt Geyer      |
| 4                  | Israel Folau    |
| 5                  | Anthony Quinn   |
| 6                  | Greg Inglis     |
| 7                  | Cooper Cronk    |
| 8                  | Jeff Lima       |
| 9                  | Russ Aitken     |
| 10                 | Brett White     |
| 11                 | Michael Crocker |
| 12                 | Jeremy Smith    |
| 13                 | Dallas Johnson  |
| Auswechselspieler: |                 |
| 14                 | Scott Anderson  |
| 15                 | Adam Blair      |
| 16                 | Sika Manu       |
| 17                 | Antonio Kaufusi |

## Statistik
Meiste erzielte Versuche
|    | Name               | Versuche | Verein                       |
| -- | ------------------ | -------- | ---------------------------- |
| 1. | Brett Stewart      | 19       | Manly-Warringah Sea Eagles   |
| 2. | Denan Kemp         | 17       | Brisbane Broncos             |
| 3. | Greg Inglis        | 16       | Melbourne Storm              |
| 3. | Manu Vatuvei       | 16       | New Zealand Warriors         |
| 4. | Shaun Kenny-Dowall | 15       | Sydney Roosters              |
| 4. | Adrian Purtell     | 15       | Canberra Raiders             |
| 5. | Luke Covell        | 14       | Cronulla-Sutherland Sharks   |
| 5. | Josh Morris        | 14       | St. George Illawarra Dragons |

Meiste erzielte Punkte
|    | Name          | Punkte | Verein                     |
| -- | ------------- | ------ | -------------------------- |
| 1. | Luke Covell   | 196    | Cronulla-Sutherland Sharks |
| 2. | Luke Burt     | 169    | Parramatta Eels            |
| 3. | Cameron Smith | 160    | Melbourne Storm            |
| 4. | Matt Orford   | 153    | Manly-Warringah Sea Eagles |
| 5. | Kurt Gidley   | 150    | Newcastle Knights          |